# SN 2006oc
SN 2006oc – supernowa typu Ia odkryta 17 października 2006 roku w galaktyce A230248-0052. W momencie odkrycia miała maksymalną jasność 22,30m.